# Мартинес, Орландо
Орла́ндо Марти́нес Роме́ро (исп. Orlando Martínez Romero; 2 сентября 1944, Гавана — 22 сентября 2021, Гавана) — кубинский боксёр легчайшей весовой категории, выступал за сборную Кубы в конце 1960-х — середине 1970-х годов. Чемпион летних Олимпийских игр в Мюнхене, чемпион Панамериканских игр, победитель многих международных турниров и национальных первенств. Также известен как тренер по боксу.

## Биография
Орландо Мартинес родился 2 сентября 1944 года в Гаване. Активно заниматься боксом начал в возрасте семнадцати лет, проходил подготовку у тренера Роландо Уррутии в спортивном зале «Луйано». Из-за полученного в детстве перелома ключицы долгое время не мог показывать достойных результатов, впервые заявил о себе только в 1967 году, когда в наилегчайшем весе выиграл национальный турнир «Хиральдо Кордова Кардин». Благодаря череде удачных выступлений удостоился права защищать честь страны на летних Олимпийских играх 1968 года в Мехико, тем не менее, выступил там крайне неудачно, потерпев поражение в первом же своём матче на турнире.
Со временем Мартинесу всё труднее становилось конкурировать за место в основе с молодым Дугласом Родригесом, поэтому в 1970 году он поднялся в легчайшую весовую категорию. Эти изменения повлекли за собой новые победы, в частности, первое место на «Хиральдо Кордова Кардин». В 1972 году кубинский спортсмен представлял страну на Олимпиаде в Мюнхене, взял верх над всеми своими оппонентами и завоевал тем самым олимпийскую золотую медаль. В 1975 году занял первое место на Панамериканских играх в Мехико, тогда как в следующем сезоне ездил на Олимпийские игры в Монреаль, однако повторить прошлый успех не сумел, выбыв из борьбы за медали уже на ранних стадиях турнира. Впоследствии оставался действующим спортсменом вплоть до 1978 года, после чего принял решение закончить карьеру боксёра и перешёл на тренерскую работу.